# Histoire de l'hélicoptère et autres voilures tournantes
L'histoire de l'hélicoptère et autres appareils à voilure tournante commence au début du XXe siècle, comme pour l'avion. Mais l'insuffisance de la puissance des moteurs et les problèmes de stabilité rendent les développements beaucoup plus longs et aléatoires. En dehors de la parenthèse des autogires, l'hélicoptère ne prouve son efficacité potentielle qu'au cours de la Seconde Guerre mondiale.
Les guerres menées par les États-Unis en Corée et au Viêt Nam et par la France en Algérie démontreront son intérêt militaire pour les missions de pénétration, d'appui-feu, de lutte anti-chars et pour le secours des blessés. Sur le plan technique c'est l'apparition des turbomachines permettant le développement d'appareils plus lourds, plus rapides et plus fiables qui donne à l'hélicoptère une place importante au sein des forces armées, de secours, de police ou de douane de beaucoup de pays. Sur le plan civil, en raison du coût très élevé de l'heure de vol et de la maintenance seuls quelques privilégiés profitent de ce moyen qui reste réservé à des applications très particulières.

## Précurseurs

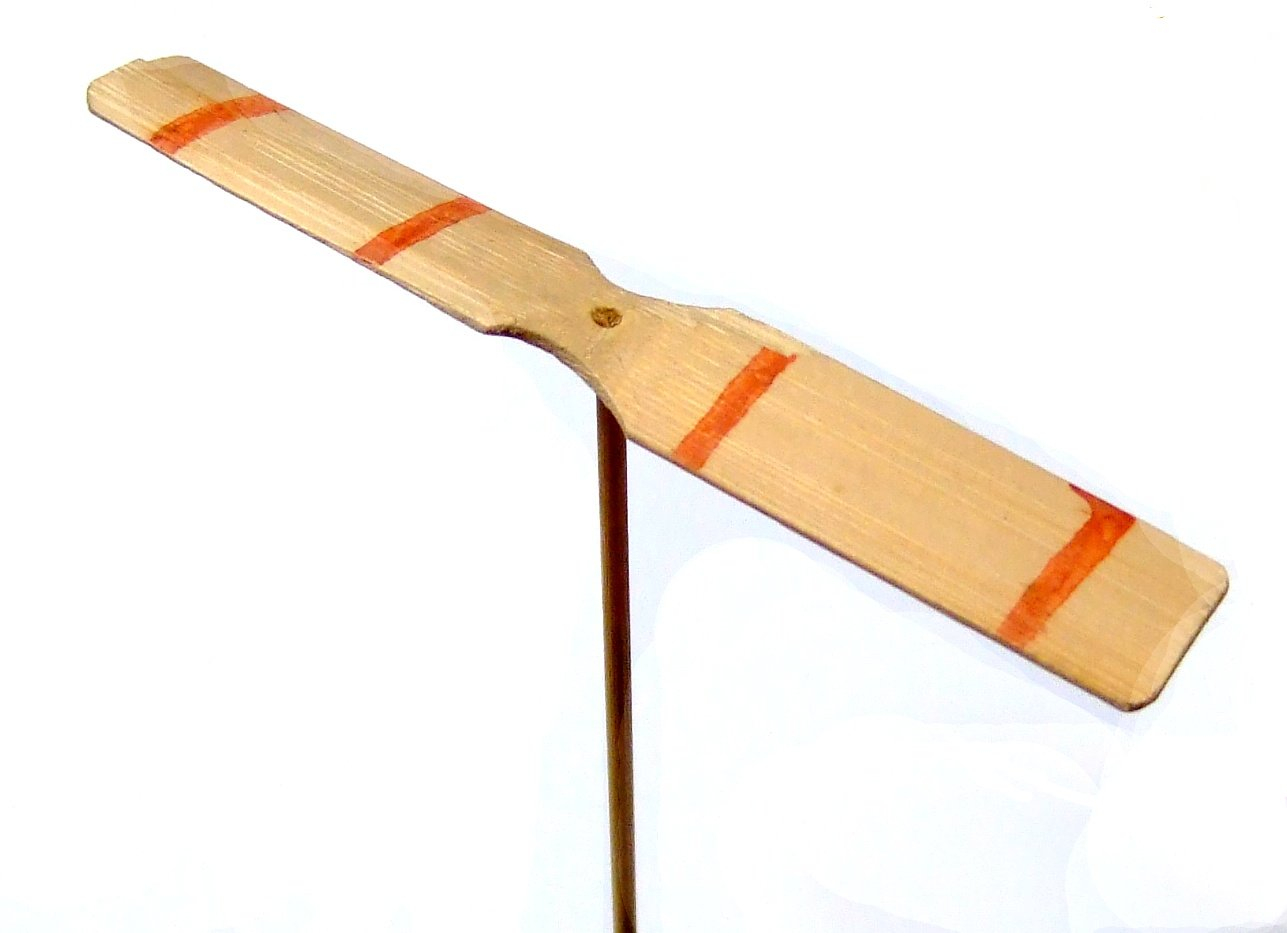
Bambou-coptère artisanal, jeu-jouet chinois des années 320, reconnu comme une des plus anciennes formes connues de rotor-pale-hélice-aile d'aéronef de l'histoire de l'aviation.

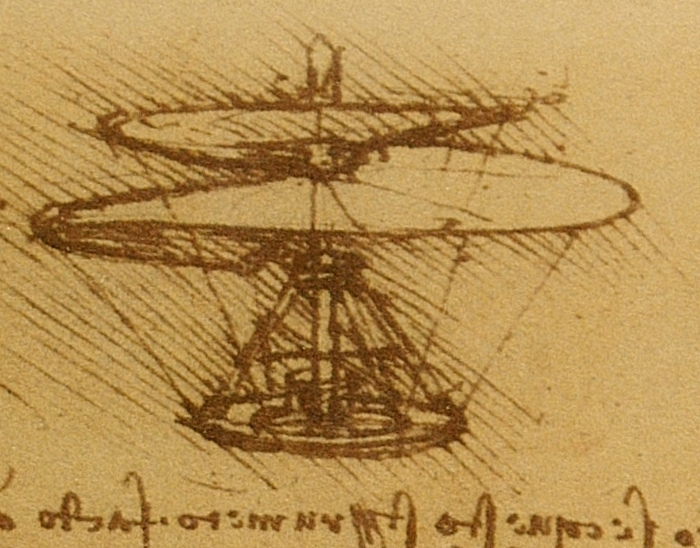
Dessin de vis aérienne de Léonard de Vinci (1487-1490).

Le bambou-coptère, jeu-jouet ancestral de l'histoire des sciences et techniques en Chine, est une des plus anciennes formes connues de rotor-pale-hélice-aile d'aéronef de l'histoire de l'aviation. Il daterait des années 320, de la dynastie Jin chinoise (inspiré des toupies chinoises de plus de 4000 ans). Cet hélicoptère rudimentaire est représenté dans une peinture du IVe siècle de l'ouvrage intitulé Pao Phu Tau (抱朴子), qui trace également l'ébauche d'un aéronef à ailes rotatives.

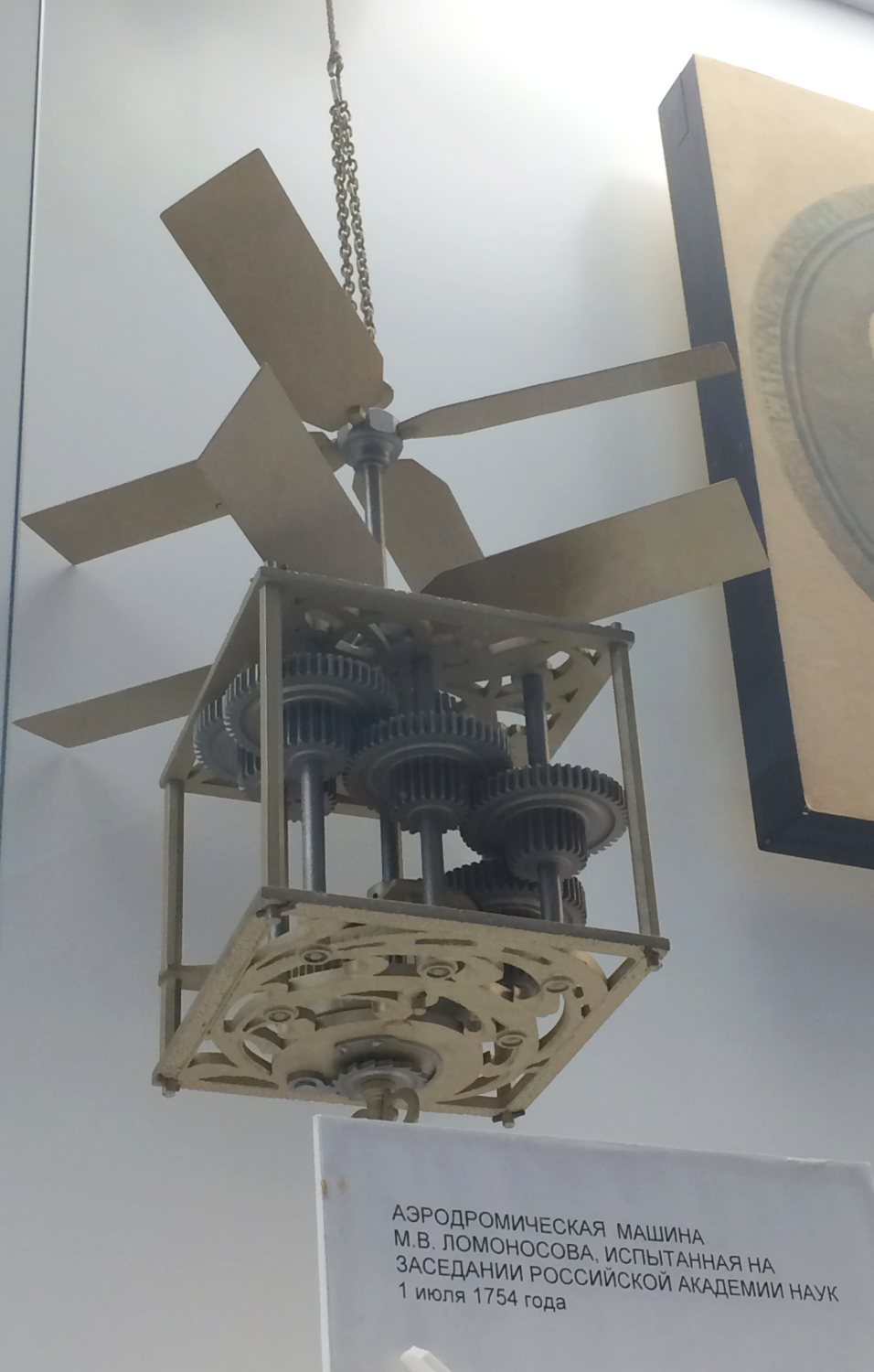
Rotor contrarotatif russe de Mikhaïl Lomonossov (1754)

Arrivé en Europe au XVe siècle, il inspire l'inventeur italien Léonard de Vinci pour l'invention visionnaire de sa vis aérienne de 1487, également inspiré du principe de vis d'Archimède du IIIe siècle av. J.-C., et des carnets De ingeneis de Taccola qui a conçu des moulins à axe vertical et a déjà dessiné un hélicoptère en 1430.

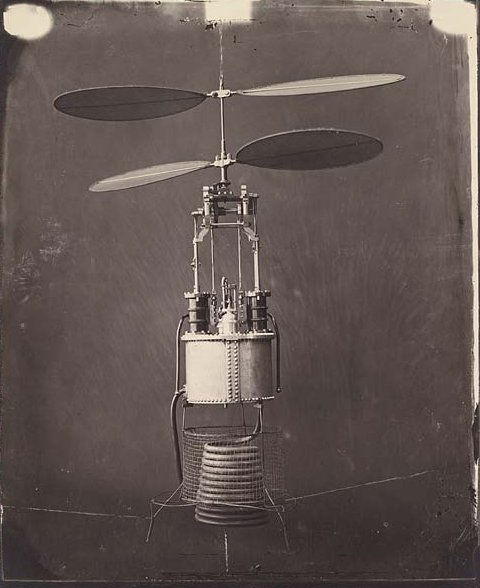
L'hélicoptère (ou la chère hélice) à rotor contrarotatif de 1861, des inventeurs français Gustave de Ponton d'Amécourt et Guillaume Joseph Gabriel de La Landelle.

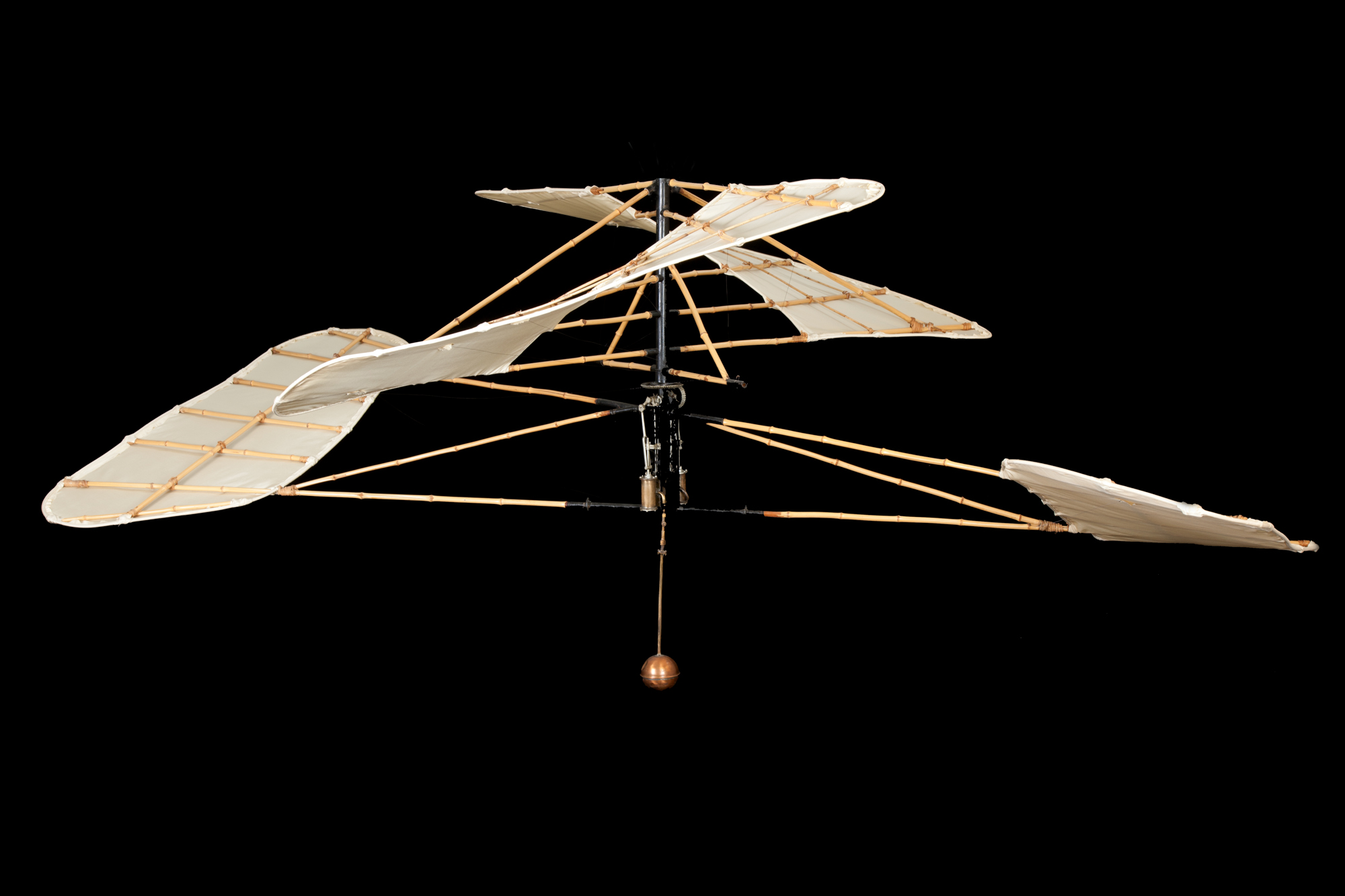
Hélicoptère experimental d'Enrico Forlanini (1877), du musée des sciences et des techniques Léonard de Vinci de Milan.

Il faudra attendre la fin du XVIIIe siècle pour qu'une véritable avancée se produise : en 1754 le Russe Lomonossov essaie devant un aréopage scientifique un modèle complexe à deux rotors coaxiaux contrarotatifs, mus par un mécanisme d'horlogerie, et démontre l'existence d'une force de sustentation. Le 26 avril 1784, les Français Claude Launoy et son mécanicien François Bienvenu font voler devant l'Académie royale des sciences un petit modèle très simple mû par un mécanisme de ressort à arc et deux rotors contrarotatifs réalisés en plumes d'oie. En 1828 un Italien, Vittorio Sarti, construit un modèle réduit doté de deux rotors tournant grâce à de la vapeur éjectée d'évents situés sur le mât.

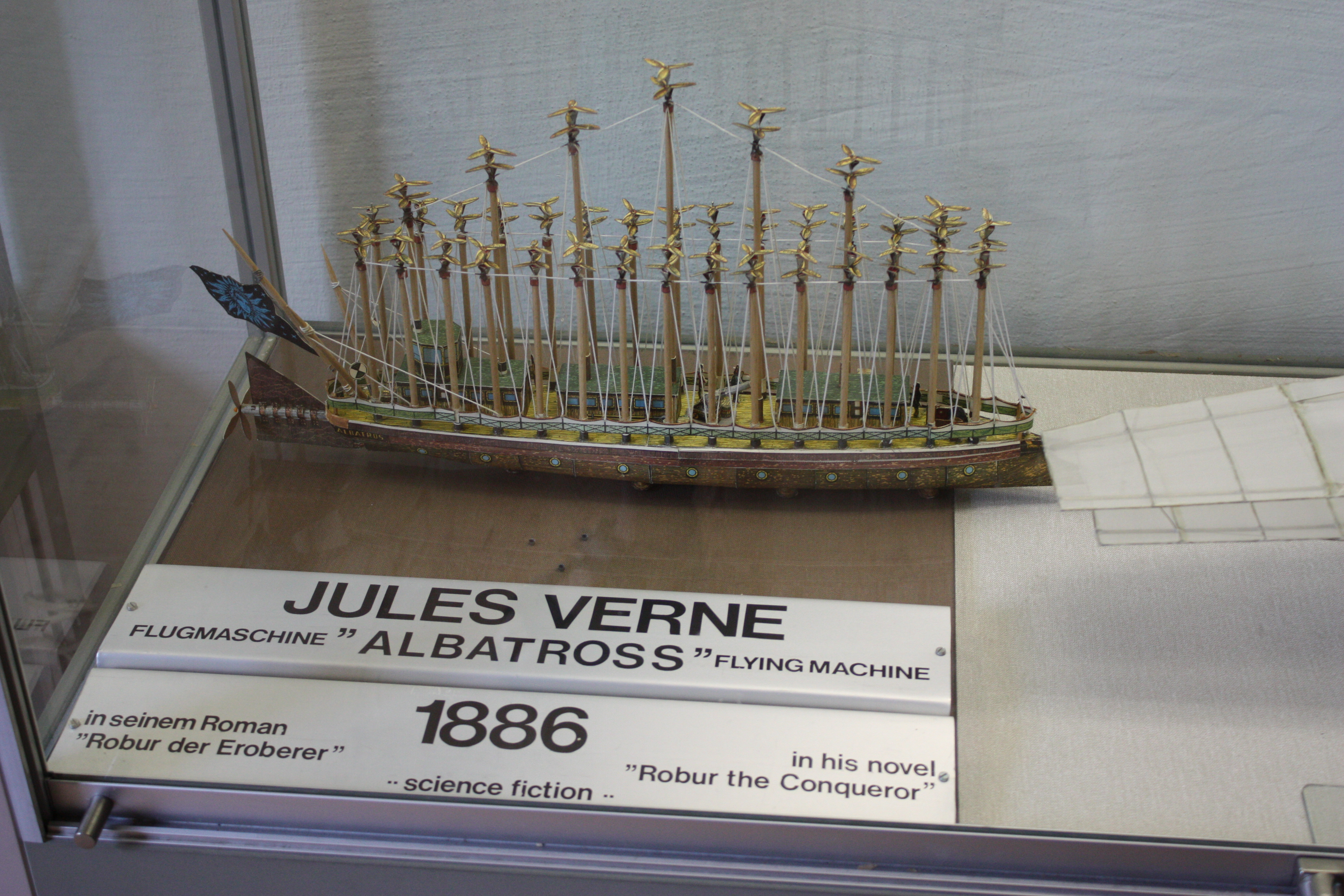
L'albatros, navire volant hélicoptère électrique imaginaire du roman Robur-le-Conquérant, de Jules Verne (1886).

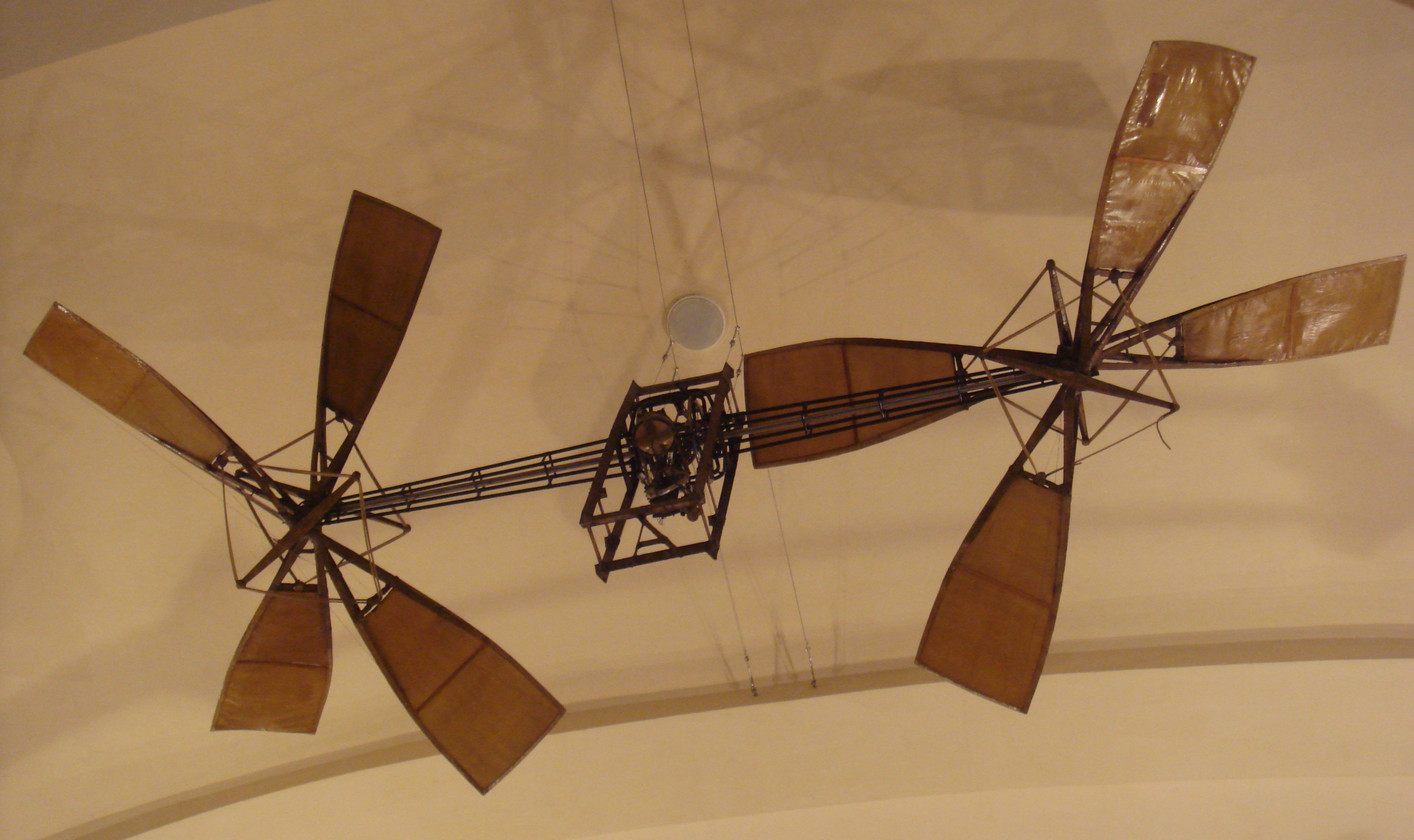
Hélicoptère Dufaux (1905).

En 1861 les inventeurs français Gustave de Ponton d'Amécourt et Guillaume Joseph Gabriel de La Landelle construisent avec succès leur chère hélice, petit prototype expérimental d'aérostat « plus lourd que l'air » à rotor contrarotatif à double hélices aériennes coaxiales, et moteur à vapeur bicylindre. L’appareil est photographié par Nadar  (pionnier de la photographie aérienne en 1858) avec qui ils créent la « Société d'encouragement pour la locomotion aérienne au moyen d'appareils plus lourds que l'air » avec pour objectif le financement et la construction d'un hélicoptère,. Gustave de Ponton d'Amécourt invente alors le mot « hélicoptère » pour nommer son invention, à partir du grec ancien « helikos » (« hélice ») et « pteron » (« aile »), ainsi que le mot aviation, par analogie avec le mot navigation, dérivé du verbe  avier (voler dans les airs), dérivé du latin avis (oiseau), et du suffixe « -ation ». Le célèbre romancier-visionnaire Jules Verne, s'inspire alors de cette invention pour créer son bateau volant hélicoptère imaginaire « albatros » de 30 m, avec 37 mats, propulsé par 74 doubles hélices à moteurs électriques + 2 moteurs électriques à hélice avant et arrière, pour son roman de science-fiction Robur-le-Conquérant de 1886. Dix ans plus tard le Français Gustave Trouvé fait décoller un modèle doté d'un moteur électrique, dont l'alimentation est obtenue depuis le sol par de fins fils de cuivre.
En 1877, l'inventeur italien Enrico Forlanini parvient à faire voler un petit hélicoptère mû par une machine à vapeur pendant une trentaine de secondes à une dizaine de mètres de hauteur.
En 1905 Maurice Léger présente à Monaco, un coaxial de 110 kg équipé d'un moteur de 6 ch et, le 13 avril à Genève, les frères Henri et Armand Dufaux font décoller verticalement un appareil à moteur à combustion interne emportant sa propre énergie ainsi qu'une charge de 6 kg.

## Les pionniers du vol stationnaire
Le début du XXe siècle voit les premiers vols d'hélicoptères. Mais la définition du « vol » voire celle de l'« hélicoptère » est plus compliquée que pour le vol d'un avion. La capacité de s'élever au-dessus du sol avec un pilote à bord est la condition primordiale mais il faut y ajouter la stabilité sans assistance extérieure, la capacité de se déplacer à une hauteur suffisante pour éviter le relief et la possibilité de contrôler la direction du vol. La sécurité ne peut être assurée en cas de panne moteur que si les rotors peuvent être débrayés et mis en autorotation ; ce principe essentiel ne sera pas compris par beaucoup des pionniers. Les premières machines ont une structure et une apparence très éloignées des hélicoptères opérationnels qui feront leur apparition à partir de 1930. Elles utilisent des rotors multiples dont les pales n'ont pas de profil porteur et la direction est assurée par des rotors secondaires ou des gouvernails. L'attribution du « premier vol » est aussi parasitée par l'absence de témoins officiels, les assertions des pionniers et les comptes rendus des journalistes peuvent paraître exagérés si on tient compte de la puissance des moteurs utilisés.

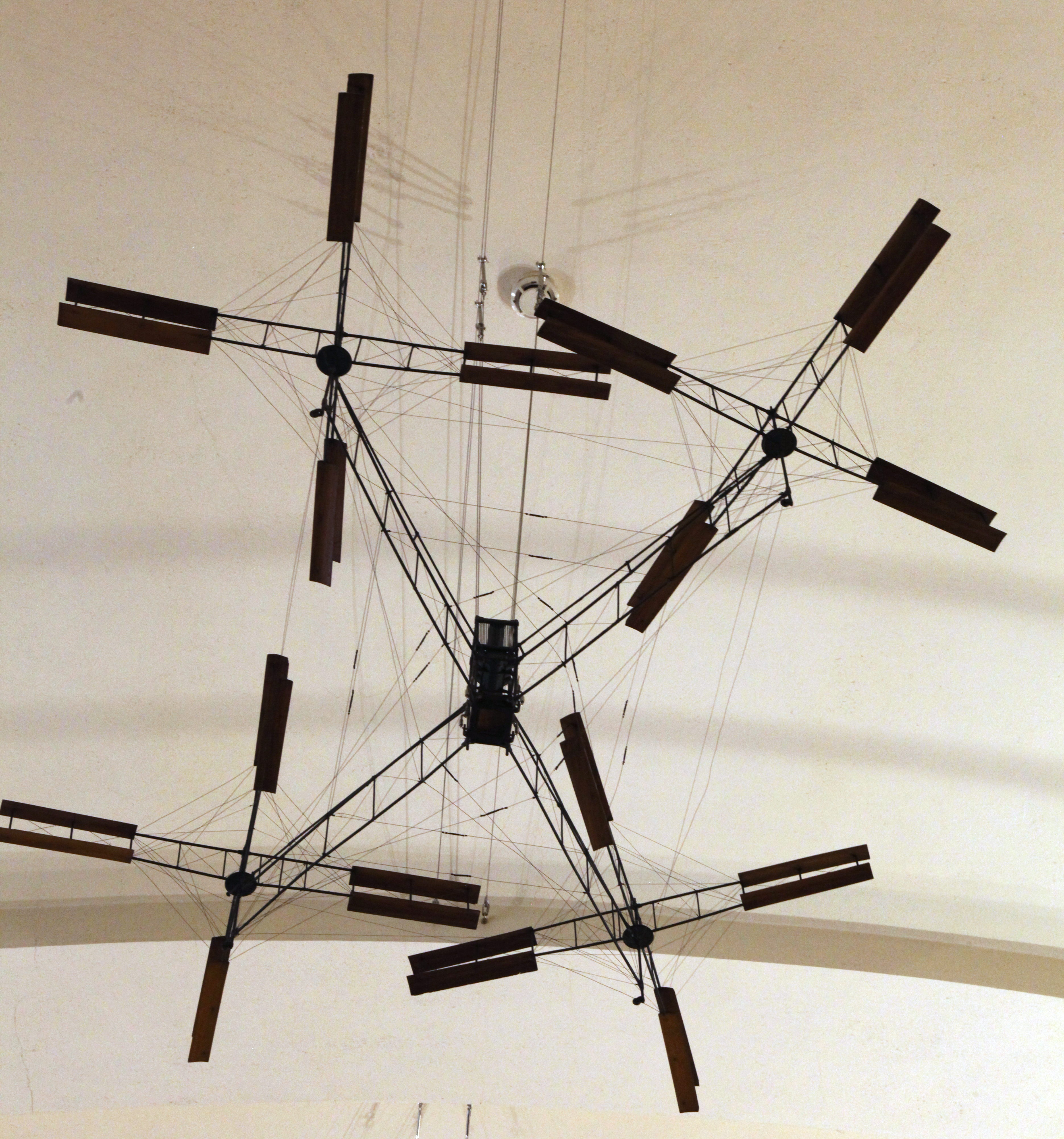
Gyroplane Breguet-Richet no 1, de Louis Charles Breguet (1907).

Au début du XXe siècle, seul un petit groupe de pionniers s’intéresse au développement d’un engin à voilure tournante alors que l’avion vole de succès en succès. Le premier « vol » d’un « hélicoptère » est considéré comme celui de Louis Charles Breguet à bord du Gyroplane Breguet-Richet no 1, le 24 août 1907. Ce gyroplane, retenu par des cordages, d’une masse de 578 kg, équipé d’un moteur Antoinette de 45 ch qui entraîne quatre rotors bipales, est capable de soulever son pilote à une hauteur d'1,50 m pendant 1 minute. La présence d'assistants tenant des cordages fait encore planer un doute sur l'absence d'aide externe, bien que les assistants n'aient en aucun cas contribué à la portance de l'engin.

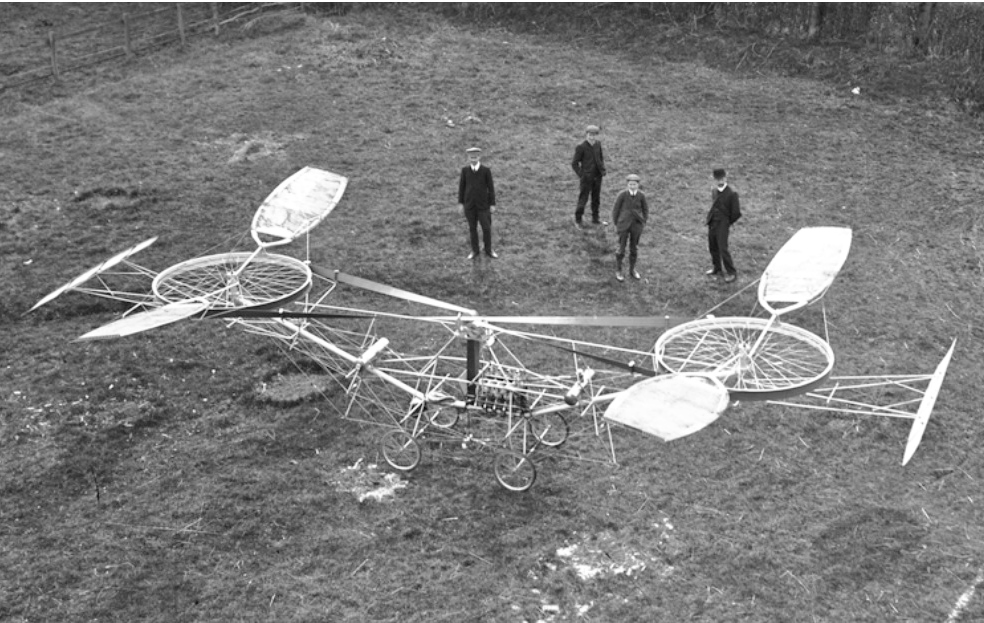
L'hélicoptère de 1907 de l'inventeur français Paul Cornu.

Le vol de Paul Cornu réalisé le 13 novembre 1907 est considéré par certains comme le premier vol libre. Son hélicoptère d’une masse de 260 kg, équipé d’un moteur Antoinette de 24 ch (18 kW) qui entraîne deux rotors bipales, réalise un vol de moins de 30 secondes et la machine se brise à l’atterrissage. La réalisation de Paul Cornu reste sans lendemain.
En 1908, Louis Breguet récidive avec le Gyroplane Breguet-Richet no 2 à moteur Renault de 55 ch entrainant deux rotors et atteint la hauteur de 4,50 mètres.
D'autres tentatives eurent lieu ensuite et pourraient éventuellement prétendre au titre. Parmi elles, Emile Berliner et John Williams qui auraient réussi à décoller en 1909 aux États-Unis ou Jacob Ellehammer, un Danois, dont l'hélicoptère à rotors coaxiaux a réussi un bond en 1912 alors que le rotor du prototype réalisé par Boris Yuriev (premier engin équipé d'un unique rotor horizontal et d'un rotor de queue), en Russie, se brise avant de pouvoir décoller. L'année 1912 est probablement celle de la bascule historique entre des modèles de petite taille et des machines faites pour emporter leur pilote.
Le début de la Première Guerre mondiale voit l’arrêt des expérimentations qui ne reprendront qu’avec des succès limités alors que l’aviation se développe bien plus rapidement.

## Début des hélicoptères
Le 18 décembre 1922, George de Bothezat, un Russo-roumain émigré aux États-Unis, réussit un vol d'1 min 42 s à 1,8 m du sol avec son quadrirotor équipé de l'auto-rotation pour l'armée américaine. Son appareil exécute des vols stationnaires remarquablement stables.
Raúl Pateras Pescara, un inventeur argentin, construit, en Espagne puis en France, des hélicoptères équipés de deux rotors coaxiaux contrarotatifs. Le 16 janvier 1924, il réalise avec le Pescara 2F un vol en ligne droite de 1 160 mètres en 8 min 13 s, et le 29 janvier, un vol de 10 min 10 s. Pour assurer les déplacements, le pilote dispose d'un manche à balai muni d'un volant commandant un système de plateaux cycliques. Le 18 avril 1924, il établit un record du monde (enregistré par la FAI) de vol en ligne droite avec 736 mètres en 4 minutes et 11 secondes (soit environ 13 km/h) à une hauteur d'1,8 mètre.

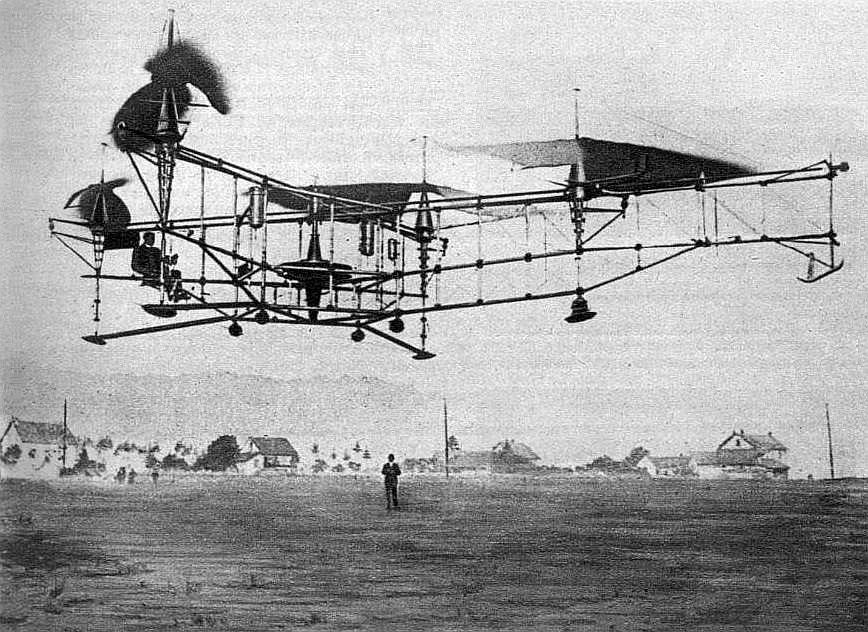
L'hélicoptère Œhmichen no 2 (1923).

Le 4 mai 1924, l'ingénieur français Étienne Œhmichen boucle le premier kilomètre en circuit fermé, avec son no 2, un appareil très stable doté de quatre hélices (ou rotors) de sustentation et huit hélices de direction, à Arbouans près de Montbéliard. En 1926, il construit un hélicoptère mono-rotor qu'il présentera en 1928. Cet appareil, doté d'un seul rotor principal et de deux rotors anticouple, donnera de piètres résultats. Il reviendra en 1929 au concept de son appareil no 1 en créant l'Hélicostat.
Le 10 octobre 1930, à Rome, l'Italien Marinello Nelli parcourt avec un hélicoptère coaxial Corradino D'Ascanio (D'AT3) la distance en ligne droite de 1 078 mètres en 8 min 45 s, montant à 18 mètres, trois records enregistrés par la Fédération aéronautique internationale (FAI).

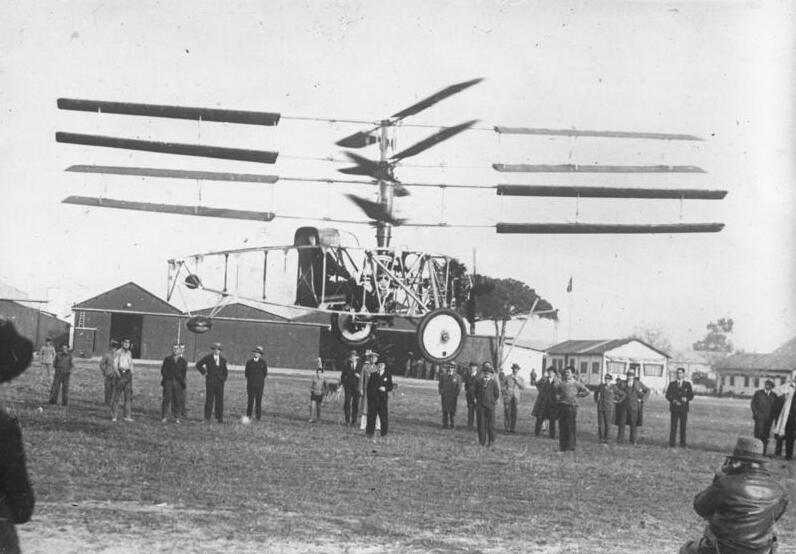
L'hélicoptère 4S du marquis Pateras-Pescara (1931).

En 1931, le 4S de Pescara, hélicoptère coaxial pesant 400 kg, doté d'un moteur de 40 ch et disposant à l'avant d'une hélice débrayable, évolue entre 5 et 8 mètres de hauteur pendant 2 à 3 minutes par des vents de 25 à 30 km/h.
Dès la décennie 1930 les autorités militaires de plusieurs pays s'intéressent à l'hélicoptère, en particulier pour les missions de reconnaissance et de déplacement rapide de troupes au sol.
Le 12 avril 1933, en Belgique, l'ingénieur d'origine russe Nicolas Florine fait voler un prototype manœuvrable à deux rotors en tandem (un à l'avant et un à l'arrière - les deux rotors tournant dans le même sens, l'équilibrage est obtenu en inclinant les axes de rotation des rotors d'environ 7° de part et d'autre de l'axe longitudinal de l'appareil). D'autres essais suivent et, le 25 octobre 1933, l'ingénieur Robert Collin, de l'administration de l'aéronautique belge, exécute un vol de 9 minutes 58 secondes avec le Florine II devant des délégués de l'aéronautique et de l'armée,.

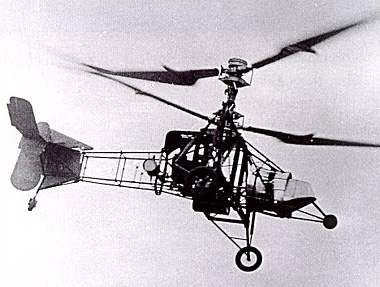
Le Breguet Gyroplane Laboratoire, à rotor contrarotatif (1935).

En novembre 1933, Louis Charles Breguet et René Dorand terminent la construction d'un appareil équipé de deux rotors superposés, c'est un hélicoptère coaxial : les deux hélices tournent en sens opposés et peuvent être débrayées en cas de panne moteur. Breguet a compris le problème de la voilure tournante : les pales sont articulées en battement et en incidence, il invente et fait breveter le pas cyclique . Après un premier incident en 1933 et de nombreux essais au sol, l'appareil, appelé le « gyroplane Laboratoire » réussit son premier vol en 1935. En 1936, piloté par Maurice Claisse, il réussira à voler pendant une heure, à atteindre la vitesse de 121 km/h, et battra plusieurs records dont celui d'altitude en montant à 158 mètresle 26 septembre. L'appareil restera une machine expérimentale jusqu'en 1939.
Entre-temps, de nombreux pionniers se sont lancés à leur tour dans l'aventure. En Allemagne Henrich Focke développe le Focke-Achgelis Fa-61 en 1936, de même qu'Anton Flettner, qui développe le Kolibri dès 1939. À partir de 1942, Le Focke-Achgelis Fa 223 Drachen, évolution du Fa-61, sera le premier hélicoptère de l'histoire à faire l'objet d'une production en série (20 exemplaires). Au Royaume-Uni, James Weir développe les W-5 et W-6, et aux États-Unis, l'Américain d'origine ukrainienne Igor Sikorsky développe le VS-300 en 1939. Ce dernier prototype donnera naissance aux R-4, R-5 et R-6. Le R-5, capable d'emporter une charge de 500 kg deviendra le premier appareil produit pour des besoins spécifiquement militaires et fait l'objet de commandes de la Marine britannique pour la lutte anti-sous-marine à partir des navires marchands.

### L'autogire de Cierva

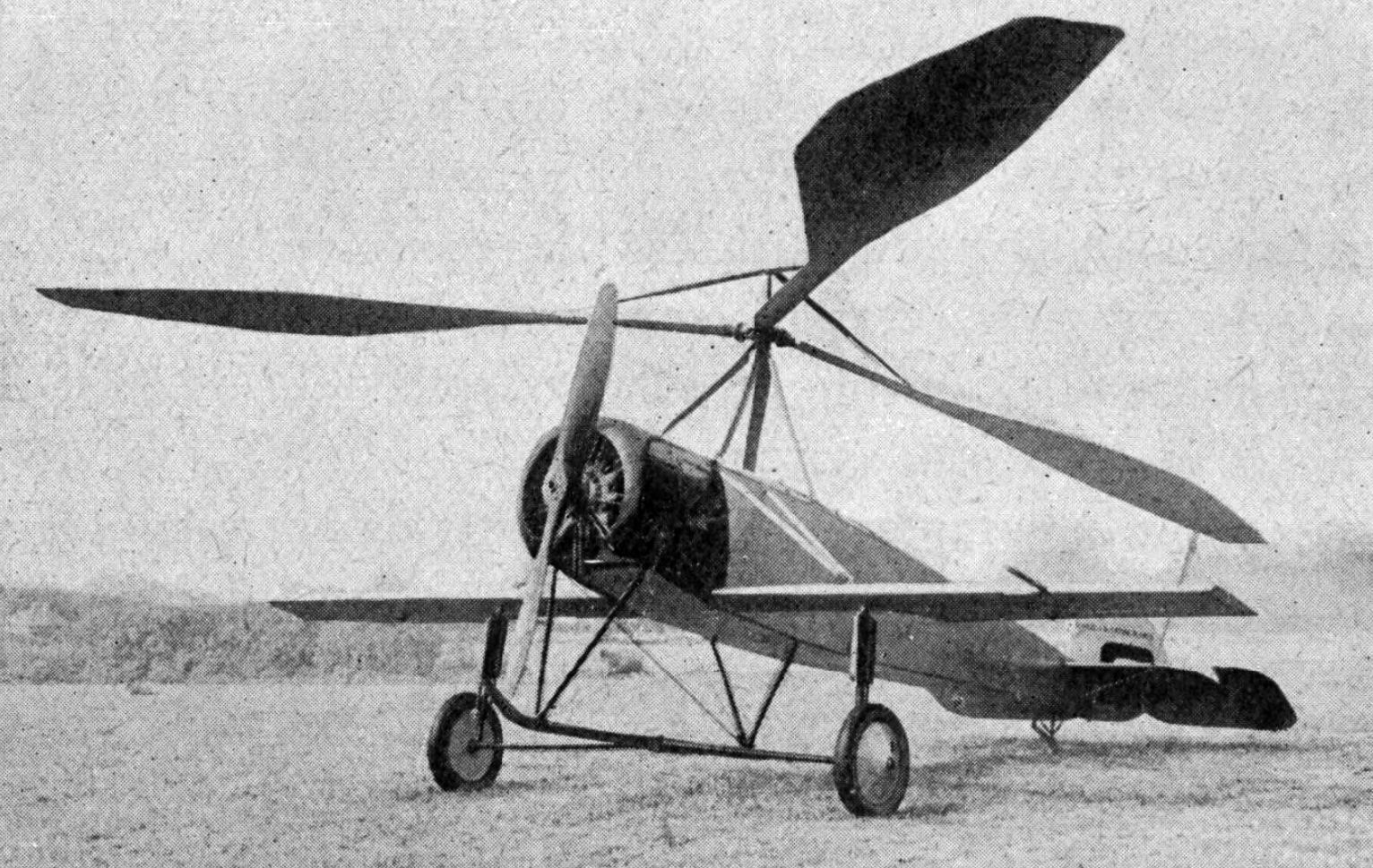
Le Cierva C.6 de Juan de la Cierva y Codorníu (1925).

L'Espagnol Juan de la Cierva y Codorníu construit son premier autogire, le C-1, en Espagne en 1920, mais c'est au Royaume-Uni qu'il développe son concept à partir de 1925. Jusque-là les hélicoptères utilisaient un nombre pair de rotors tournant en sens opposés afin de contrer le couple créé par l'application de la puissance du moteur sur l'arbre. Ses calculs montrent qu'un rotor libre permet d'assurer la sustentation dès lors que la vitesse horizontale, générée par une hélice, atteint environ 50 km/h. L'absence de couple permet de s'affranchir des complexités de construction des multirotors. L'autogire nécessite le lancement du rotor au démarrage, réalisé à la main sur les premiers modèles. Il ne décolle ni n'atterrit verticalement et ne peut voler en stationnaire ; il s'agit en fait d'un précurseur de l'ADAC (avion à décollage et atterrissage court). De la Cierva meurt à Croydon dans une catastrophe aérienne en 1936 avant de voir le développement opérationnel de son concept.
Le Cierva C.30 est l'autogire développé dans la décennie 1930 et produit à plus d'une centaine d'exemplaires par la Cierva Autogiro Company au Royaume-Uni. Construit à partir du fuselage du biplan Avro 651 Cadet, il est équipé d'un moteur en étoile Armstrong Siddeley Genet Major de 100 kW pour une masse totale en charge de 860 kg avec un équipage de deux hommes et une autonomie de deux heures. Le rotor tripale de 11,3 mètres de diamètre était lancé au démarrage par le moteur et la vitesse normale de rotation en vol de croisière, 130 km/h, est d'environ 200 tr/min.
Le C-30 est vendu à des particuliers, aux écoles de pilotage, et à plusieurs forces armées où il est utilisé pour la reconnaissance et, pendant la Seconde Guerre mondiale, pour la calibration des premières stations radar. La guerre interrompt le développement de cette technologie en même temps que de nouveaux pionniers reprennent celle de l'hélicoptère.

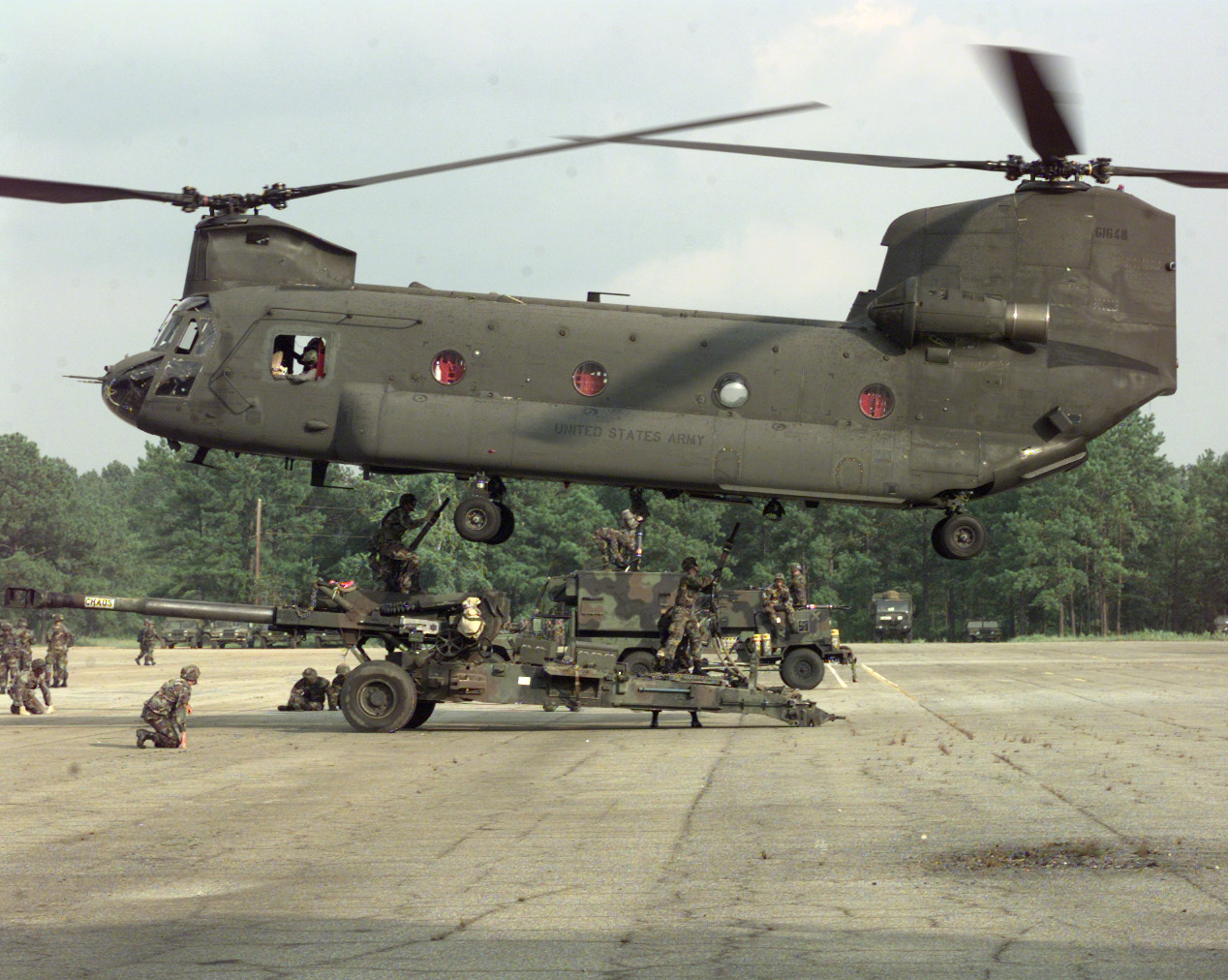
Un CH-47 Chinook à double mat et double rotor contra-rotatif.

### Double ou simple rotor

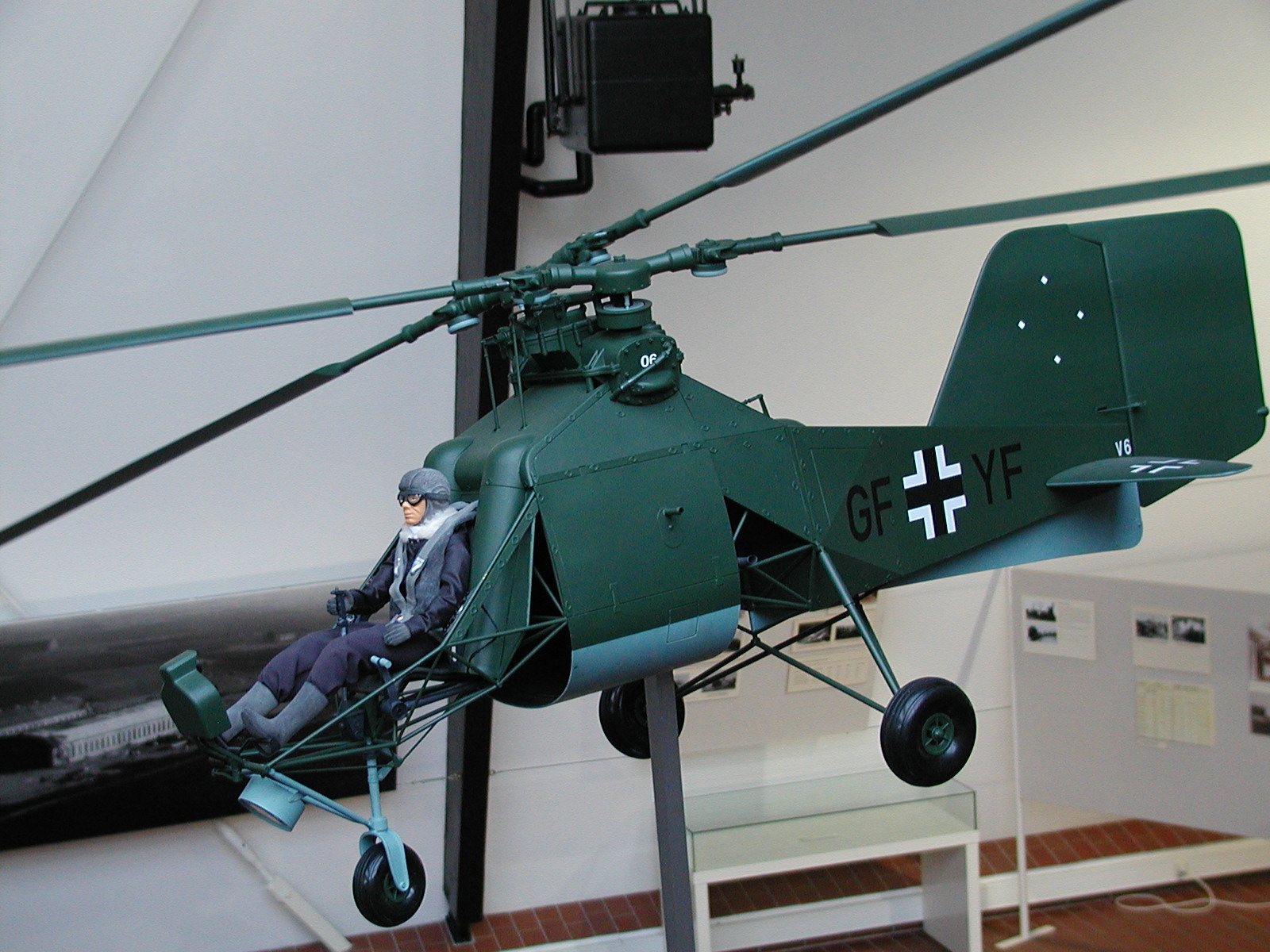
Une maquette du Kolibri allemand de la Seconde Guerre mondiale, avec ses deux rotors côte à côte se croisant lors de la rotation des pales.

Dès le début, les hélicoptères ont été handicapés par la question du couple : si un seul rotor soutient l'appareil, ce dernier tournera dans le sens inverse de la rotation du rotor, rendant l'appareil incontrôlable. Des années 1900 aux années 1940, la seule solution retenue est celle de l'utilisation de deux rotors de sustentation, l'un tournant de gauche à droite, et l'autre de droite à gauche, ces rotations inversées neutralisant l'effet de couple.
Trois configurations sont mises en œuvre pour ces doubles rotors :
- deux rotors séparés, montés sur deux mâts distant l'un de l'autre ;
- deux rotors montés l'un au-dessus de l'autre sur un même mât ;
- deux rotors « engrenants » montés à quelques centimètres l'un de l'autre, côte à côte, mais légèrement inclinés et se croisant en sens opposés (un système qu'on trouve sur le Kolibri allemand).

En Belgique, l'ingénieur Nicolas Florine fait voler, à partir de 1933, un hélicoptère à deux rotors en tandem. La particularité de son engin est que les rotors (un à l'avant et un à l'arrière) tournent dans le même sens. Pour équilibrer les couples de réaction, il incline latéralement (l'un vers la gauche l'autre vers la droite) les axes de rotation des rotors d'environ 7° de part et d'autre de l'axe longitudinal de l'appareil. Des améliorations à ce système vont être apportées jusqu'en 1938.
Ces configurations à double rotor sont complexes et coûteuses et, jusqu'aux années 1940, l'hélicoptère restera qu'au stade des projets ou des prototypes, sans jamais connaître de production en série.
La percée vient d'un ingénieur américain d'origine ukrainienne, Igor Sikorsky ; le 14 septembre 1939, il réalise le premier vol (au bout d'un câble) de son Vought-Sikorsky 300 (VS-300), un appareil équipé d'un unique rotor principal tripale entraîné par un moteur de 75 ch (56 kW). Afin de permettre l'existence d'un seul rotor horizontal, l'effet rotatif du couple est compensé par un rotor secondaire, dit « anti-couple », placé verticalement au bout d'une queue. Cette innovation permet de simplifier la mécanique et de réduire les coûts, avec cependant l'inconvénient d'absorber une part non négligeable de la puissance du moteur et d'augmenter les risques pour le personnel au sol, mais c'est cette configuration qui s'imposera par la suite chez la plupart des constructeurs, même si, dans les années 1940, les premiers hélicoptères à connaître une (petite) production en série, les hélicoptères allemands Flettner Fl 282 Kolibri et Focke-Achgelis Fa 223 Drachen, auront encore une configuration bi-rotors.

### Développements technologiques

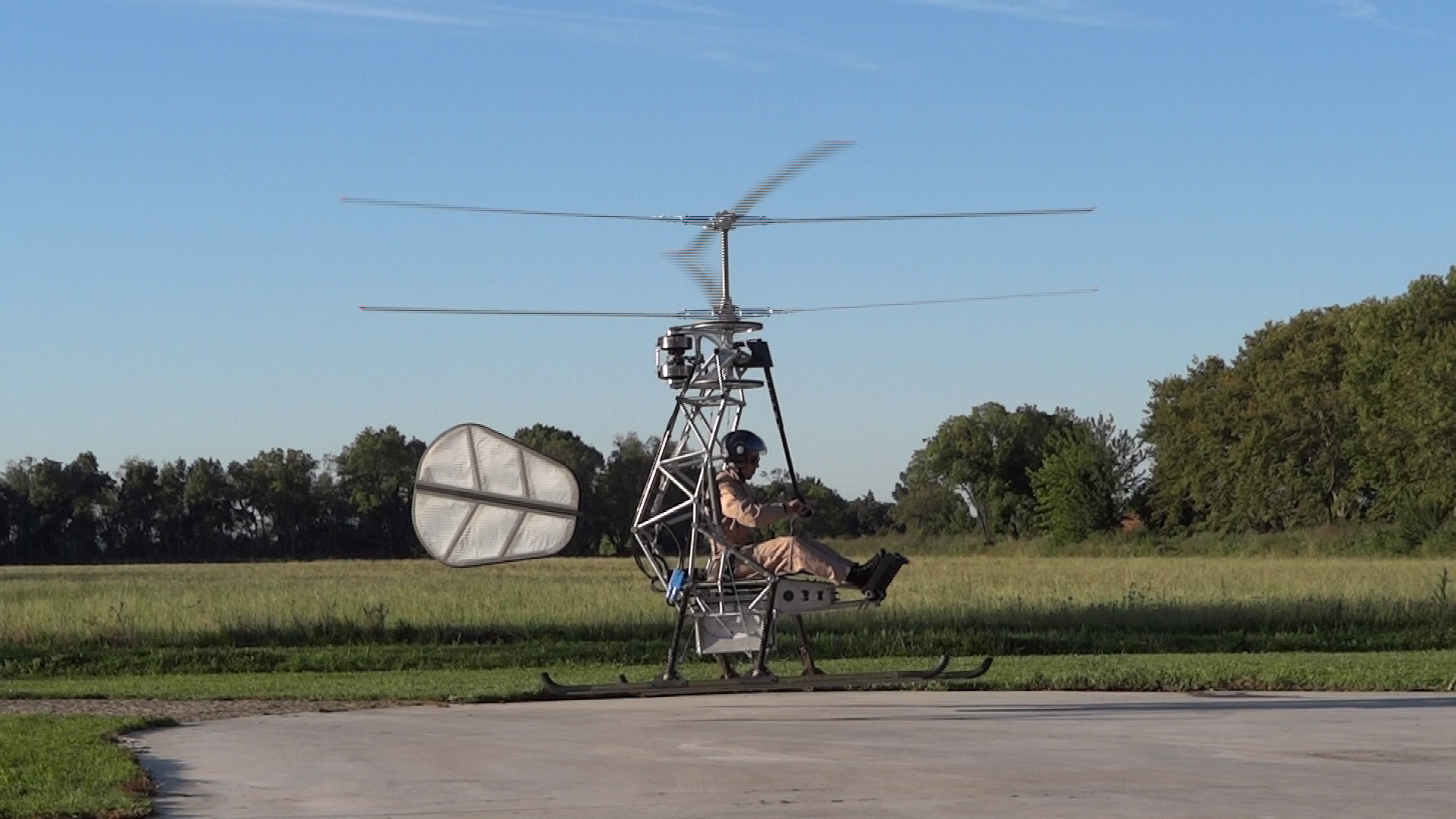
Premier vol d'un hélicoptère électrique en août 2011, effectué en France par Solution F/Chretien Helicopter de Pascal Chrétien.

Jusqu'au milieu des années 1950, les hélicoptères étaient propulsés par des moteurs à combustion interne (même principe que ceux équipant les automobiles) en étoile ou en ligne. Il faut attendre 1955 et la mise en service de l'Alouette II par Sud-Aviation pour voir apparaître le premier hélicoptère de série propulsé par une turbine à gaz. Léger, bénéficiant d'une grande souplesse et d'une forte puissance, ce type de moteur est particulièrement bien adapté aux hélicoptères.
Le premier hélicoptère à propulsion électrique au monde est français ; développé par Pascal Chrétien et Solution F,, ce démonstrateur technologique vole du 4 au 12 août 2011.
Aux États-Unis, un second prototype d'hélicoptère électrique prend l'air du 13 au 21 septembre 2016. Cette machine est basée sur un Robinson R44 dont le moteur à combustion interne Lycoming Engines IO-540 est remplacé par deux moteurs électriques. Un mois plus tard, le 19 octobre 2016, un troisième prototype d'hélicoptère électrique, le Volta construit par une PME toulousaine, débute ses premiers vols en France.

## Les suites de la Seconde Guerre mondiale
Les constructeurs, aux États-Unis en particulier, tentent d’aborder le marché civil avec le Bell Model 47 qui sera produit pendant vingt-sept ans et Sikorsky avec la version civile du R-5 rebaptisée S-51. Mais l’hélicoptère reste une machine dont le coût d’opération est élevé et qui nécessite une maintenance sans faille. Peu d’activités justifient son emploi en dehors de l’accès à des zones particulièrement difficiles ou sans infrastructures, les progrès sont donc lents et le marché étroit, ce qui n'empêche pas les constructeurs européens de tenter de rattraper leur retard.

### Constructeurs d’hélicoptères en France

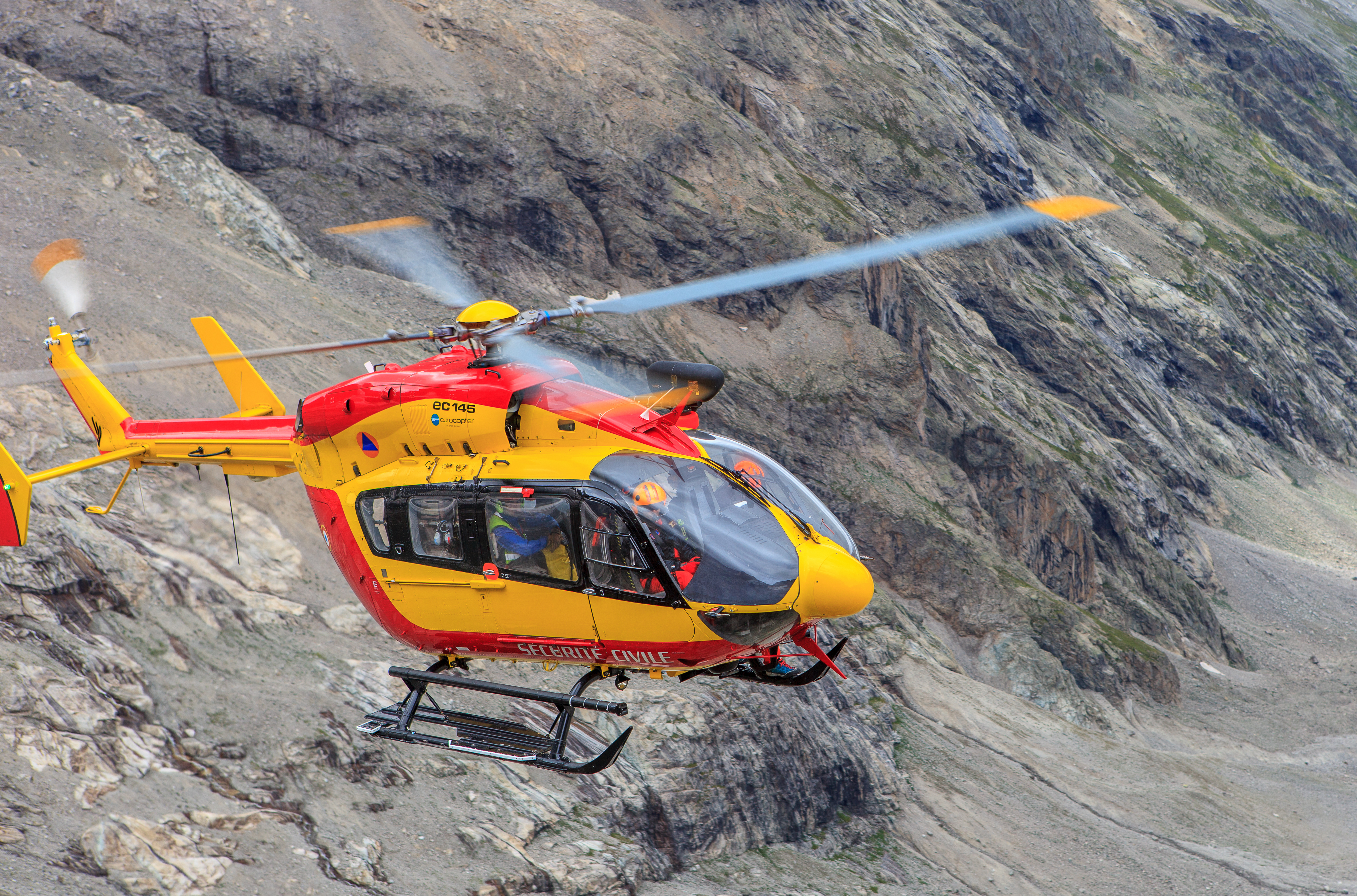
Eurocopter EC145 de la Sécurité civile.

L’industrie aéronautique de la France d’après-guerre est en partie nationalisée. La Société nationale des constructions aéronautiques du Sud-Ouest (SNCASO), au titre des dommages de guerre, récupère le projet de Friedrich von Doblhoff et développe le SO.1221 Djinn. De l’air froid est prélevé au niveau du compresseur d’une turbomachine Turbomeca Palouste pour être éjecté en bout de pales. Le Djinn est le seul hélicoptère de ce type à avoir été produit en série : une centaine d’exemplaires, livrés principalement à l'Armée de l'air française.
En 1951, Breguet se lance encore dans la réalisation du prototype d'hélicoptère de transport G-111 à deux rotors coaxiaux.
La Société nationale des constructions aéronautiques du Sud-Est (SNCASE) reprend les essais d'un gros hélico le SE-3000 ex Focke-Wulf et fait voler en 1948 aux mains de Jean Boulet le SE-3001, vient ensuite l'Alouette 1 qui conduira au développement des Alouette II et Alouette III. Le succès commercial de ces machines conduira au regroupement des forces de la SNCASO et SNCASE au sein de Sud-Aviation qui deviendra Aérospatiale. Cette dernière produira en partenariat avec Westland (Royaume-Uni) la série des Puma, Gazelle et Lynx.
En 2019, Airbus Helicopters est le premier fabricant d'hélicoptères civils au monde et l'un des principaux constructeurs d'hélicoptères militaires. La société, dont le siège est situé en France, à Marignane, est créée en 1992 sous le nom d'« Eurocopter » à partir de la fusion des divisions hélicoptères de l'entreprise française Aérospatiale (SNIAS) et de l'entreprise allemande Deutsche Aerospace (DASA).

### Constructeurs d’hélicoptères au Royaume-Uni
La Cierva autogiro Company développe le Cierva W-9 dont le rotor de queue est remplacé par un système de déviation du jet de la turbomachine et le Cierva W-11 Air Horse un hélicoptère tri-rotors de masse totale proche de 8 000 kg propulsé par le moteur du Spitfire, un Rolls-Royce Merlin de 1 200 kW. La carlingue d’un volume de 22 m3 pour 5,8 mètres de longueur peut emporter un véhicule grâce à une rampe arrière. Le plus gros hélicoptère au monde, à cette époque, n'intéresse toutefois pas les autorités militaires.
Westland Aircraft produit le Sikorsky S-51 sous licence. Bristol Aerospace Company prépare un hélicoptère pour cinq passagers de même que la Fairey Aviation Company avec le Gyrodyne. Ces trois prototypes utilisent le même moteur Alvis Leonides de 400 kW. Le Gyrodine sera le premier hélicoptère détenteur d’un record de vitesse de plus de 200 km/h.

### Constructeurs d’hélicoptères aux États-Unis
On assiste à un foisonnement d'idées et de projets dans la période de la guerre et de l'immédiat après-guerre. Certains d'entre eux eurent un tel succès qu'ils furent produits en plusieurs centaines d'exemplaires pour l'USAF jusque dans les années 1970.
À partir d'un prototype d'hélicoptère bi-rotors contrarotatifs construit dans son garage en 1944 un jeune californien, Stanley Hiller Jr fonde la Hiller Helicopter Inc. qui produira plus de 1 000 machines. La Pitcairn Autogiro Company d'avant la guerre devient propriété de la Firestone Tire and Rubber Company et produit un hélicoptère conventionnel en même temps que la Kellett Aircraft Corporation qui choisit un hélicoptère à deux rotors engrenant, dessin qui sera ensuite repris par Kaman Aircraft et sera produit en plusieurs centaines d'exemplaires.
Pour s'affranchir de la limitation de masse due à l'emploi d'un seul rotor, Piasecki Helicopter développe un hélicoptère bi-rotor en tandem dont le dérivé, le XHRP-1, repris par Boeing Vertol et produit jusqu'en 1970, sera connu sous son sobriquet de « banane volante » (« Flying banana »).

### Constructeurs d’hélicoptères en Russie

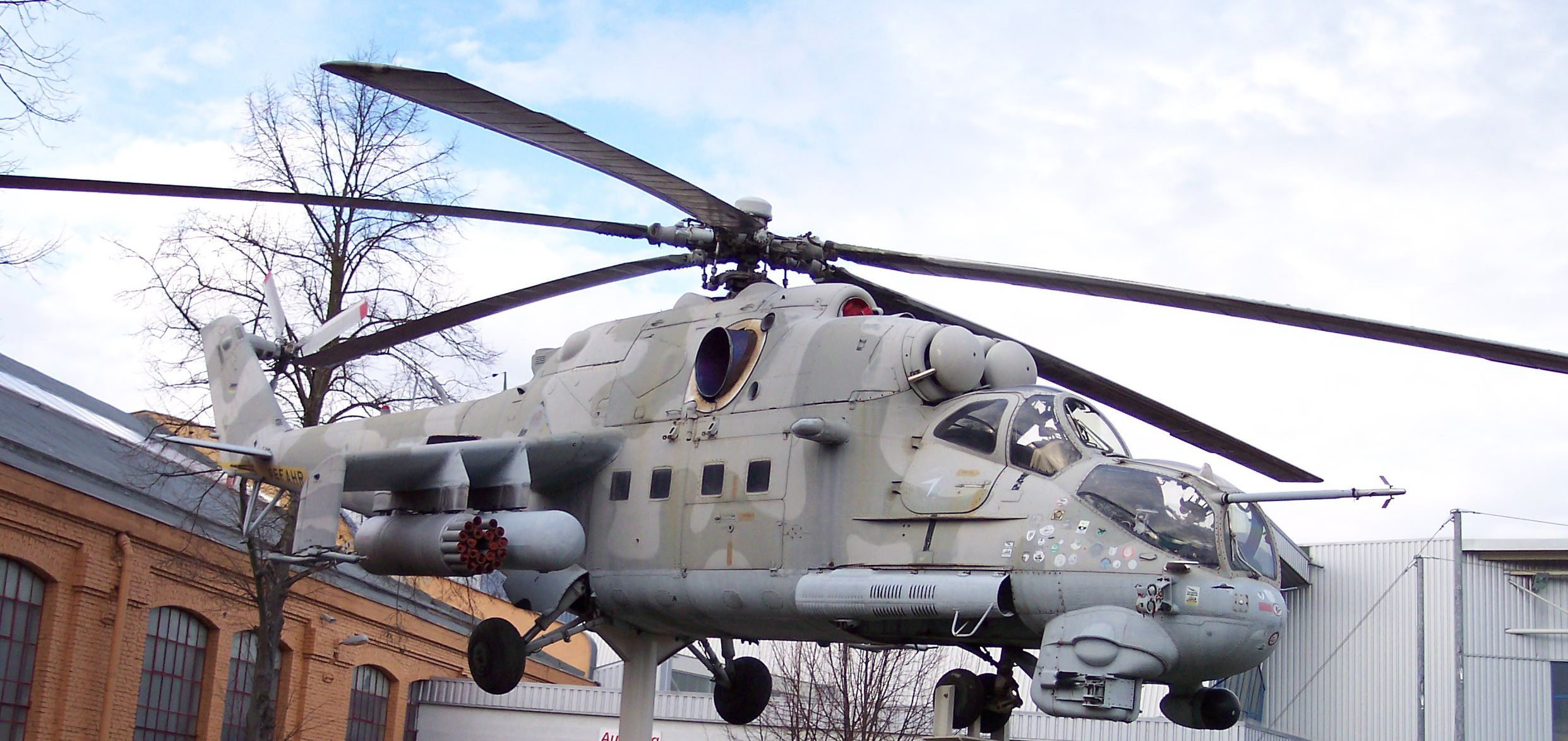
Un hélicoptère d'attaque Mil Mi-24 d'origine soviétique.

## L'engagement militaire (depuis 1950)

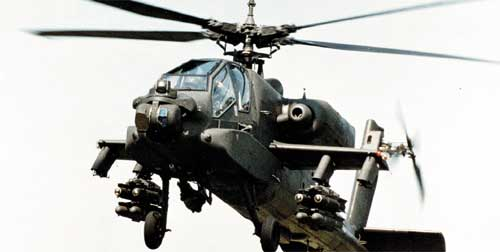
Un AH-64 Apache, hélicoptère d'attaque actuel.

Durant la Seconde Guerre mondiale, les Allemands s'intéressèrent à ce type d'appareils. Ils mirent notamment au point un hélicoptère léger de reconnaissance, le Flettner Fl 282 Kolibri, ainsi qu'un hélicoptère de transport, le Focke-Achgelis FA 223 Drache. Ces appareils étaient tous deux équipés de deux rotors contra-rotatifs, empêchant l'appareil de tourner sur lui-même. Ces appareils furent très peu utilisés durant le conflit.
Le premier véritable engagement opérationnel d'hélicoptères eut lieu durant la guerre de Corée. Il servait alors essentiellement à évacuer rapidement des blessés de positions difficilement accessibles. Ce fut également le cas durant la guerre d'Indochine. Durant la guerre d'Algérie, il sera massivement utilisé par l'armée française pour déplacer rapidement de petits contingents sur les lieux des combats, leur procurant ainsi une mobilité incomparable ; procéder également à de nombreuses évacuations sanitaires ; certains seront armés de canon, de mitrailleuses et même de lance-roquettes (Sikorsky H-34) et missiles (Alouette II).
De même, durant la guerre du Viêt Nam, les États-Unis en feront un emploi systématique au point que l'on surnommera cette guerre la « guerre de l'hélicoptère ». C'est au cours de cette guerre que naîtra le concept d'hélicoptère de combat avec le Bell AH-1 Cobra. Désormais, l'hélicoptère ne sert plus seulement au transport : équipé de mitrailleuses, de canons, et de missiles, il apporte un appui appréciable aux troupes au sol et s'avère également redoutable dans la lutte anti-char.

### La guerre de Corée
La guerre de Corée permet aux hélicoptères de démontrer leur intérêt dans les missions d'infiltration, d'évacuation des blessés mais aussi par la suite pour l'attaque ou le ravitaillement. Les modèles utilisés sont le Sikorsky H-5, le Bell H-13 et le Hiller H-23 suivis par Sikorsky H-19 et le Piasecki H-21 de la Navy basé sur porte-hélicoptères servant aux missions de débarquement.
Les productions en grandes séries permettent le développement des constructeurs alors que dans les autres pays les forces armées suivent le mouvement et créent elles aussi des composantes héliportées de leurs forces.

### La guerre du Viêtnam

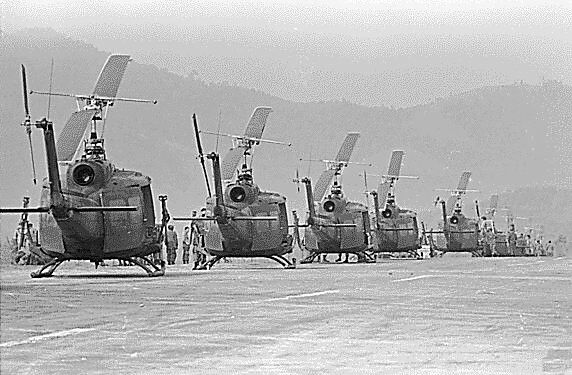
Les « Huey » au Viêt Nam (1969).

Lorsque les États-Unis s'engagent au Viêt Nam leurs forces armées ont totalement intégré l'hélicoptère dans leurs tactiques et stratégies. La flotte est composée de machines de toutes tailles dont la puissance est fournie par une turbomachine et dont certains modèles seront commandés en milliers d'exemplaires. Pour les constructeurs, cette demande se traduit par un taux élevé d'expansion et par le développement de familles de modèles sur de longues périodes.
Ainsi le Model 204 de Bell entré en service en 1960 sous la dénomination UH-1A Iroquois (surnommé « Huey ») peut emporter 1 800 kg. Au cours des années suivantes, quinze versions différentes seront développées ; la dernière, le Model 214, permettant d'emporter une masse double, 3 600 kg. L'ensemble des versions sera produit en plus de 10 000 exemplaires.
Le prototype du Boeing Vertol CH-47 Chinook fait ses premiers vols en 1961 ; la charge utile est alors de 6 800 kg. Produit en plus de 2 500 exemplaires par Boeing, qui a absorbé la Vertol Aircraft Corporation (originellement Piasecki Helicopter Corporation), les derniers ont une charge utile de 22 700 kg.